# Barden
Barden, (Il Bardo) Op. 64, è un breve poema sinfonico per orchestra scritto nel 1913 dal compositore finlandese Jean Sibelius.

## Storia
Fu eseguito per la prima volta a Helsinki il 27 marzo 1913 dalla Philharmonic Society Orchestra, diretta dallo stesso compositore, ma lo revisionò nel 1914. La nuova versione fu eseguita per la prima volta a Helsinki il 9 gennaio 1916, sempre sotto la direzione del compositore.
Fu presentato per la prima volta in Inghilterra in una trasmissione radiofonica, diretto da Adrian Boult nel 1935. La prima esecuzione pubblica in Inghilterra fu data da Sir Thomas Beecham nel 1938.
Lo stesso poema sinfonico fornisce uno sguardo profondo, ma criptico, di un mondo poetico ed elegiaco: una quiete iniziale e una riflessione guidata dall'arpa sono seguite da impennate elementali, eruttive e, infine, da un senso di rinuncia o forse di morte.

## Incisioni
Il brano è stato registrato da Adrian Boult e la London Philharmonic Orchestra; le registrazioni disponibili al 2017 comprendono:
- Thomas Beecham e la London Philharmonic Orchestra
- Paavo Berglund e la Bournemouth Symphony Orchestra
- Colin Davis e la London Symphony Orchestra
- Alexander Gibson e la Royal Scottish National Orchestra
- Neeme Järvi e l'Orchestra Sinfonica di Göteborg
- Okko Kamu e l'Orchestra sinfonica della radio finlandese
- Okko Kamu e l'Orchestra Sinfonica di Lahti
- Sakari Oramo e la City of Birmingham Symphony Orchestra
- Petri Sakari e l'Orchestra Sinfonica Islandese
- Vassily Sinaisky e l'Orchestra Filarmonica di Mosca
- John Storgårds e la Helsinki Philharmonic Orchestra
- Osmo Vänskä e l'Orchestra Sinfonica di Lahti